# 加納比安卡峰
46°28′17″N 8°59′32.6″E / 46.47139°N 8.992389°E
加納比安卡峰（Cima di Gana Bianca），是瑞士的山峰，位於該國南部，由提契諾州負責管轄，屬於勒蓬廷山的一部分，海拔高度2,842米，每年平均降雨量1,851毫米。